# Epitherina rhodopoleos
Epitherina rhodopoleos är en fjärilsart som beskrevs av Eugen Wehrli 1938. Epitherina rhodopoleos ingår i släktet Epitherina och familjen mätare. Inga underarter finns listade i Catalogue of Life.